# Oncidium cheirophorum
Oncidium cheirophorum là một loài phong lan có ở México (Chiapas) tới Colombia.

## Hình ảnh

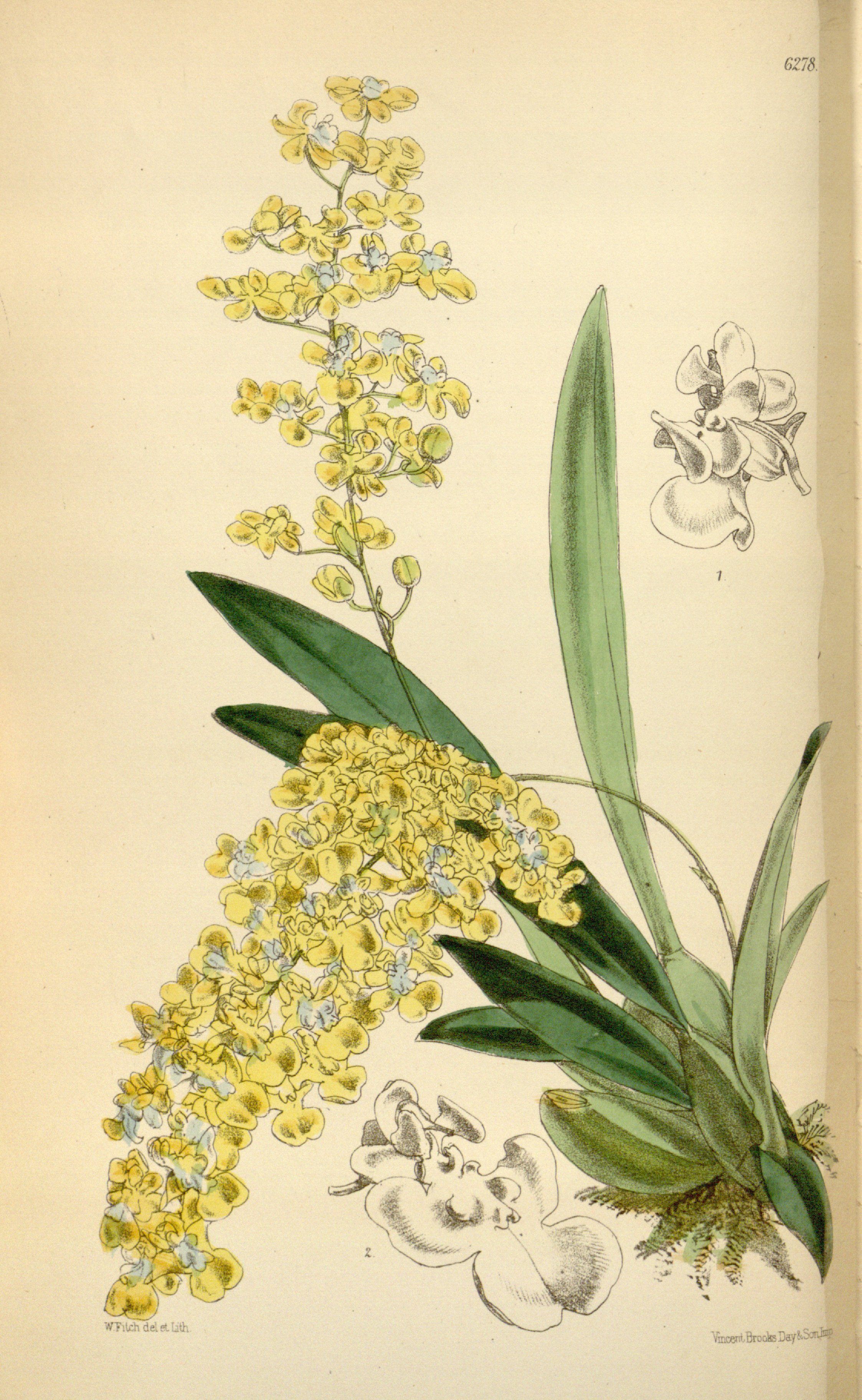
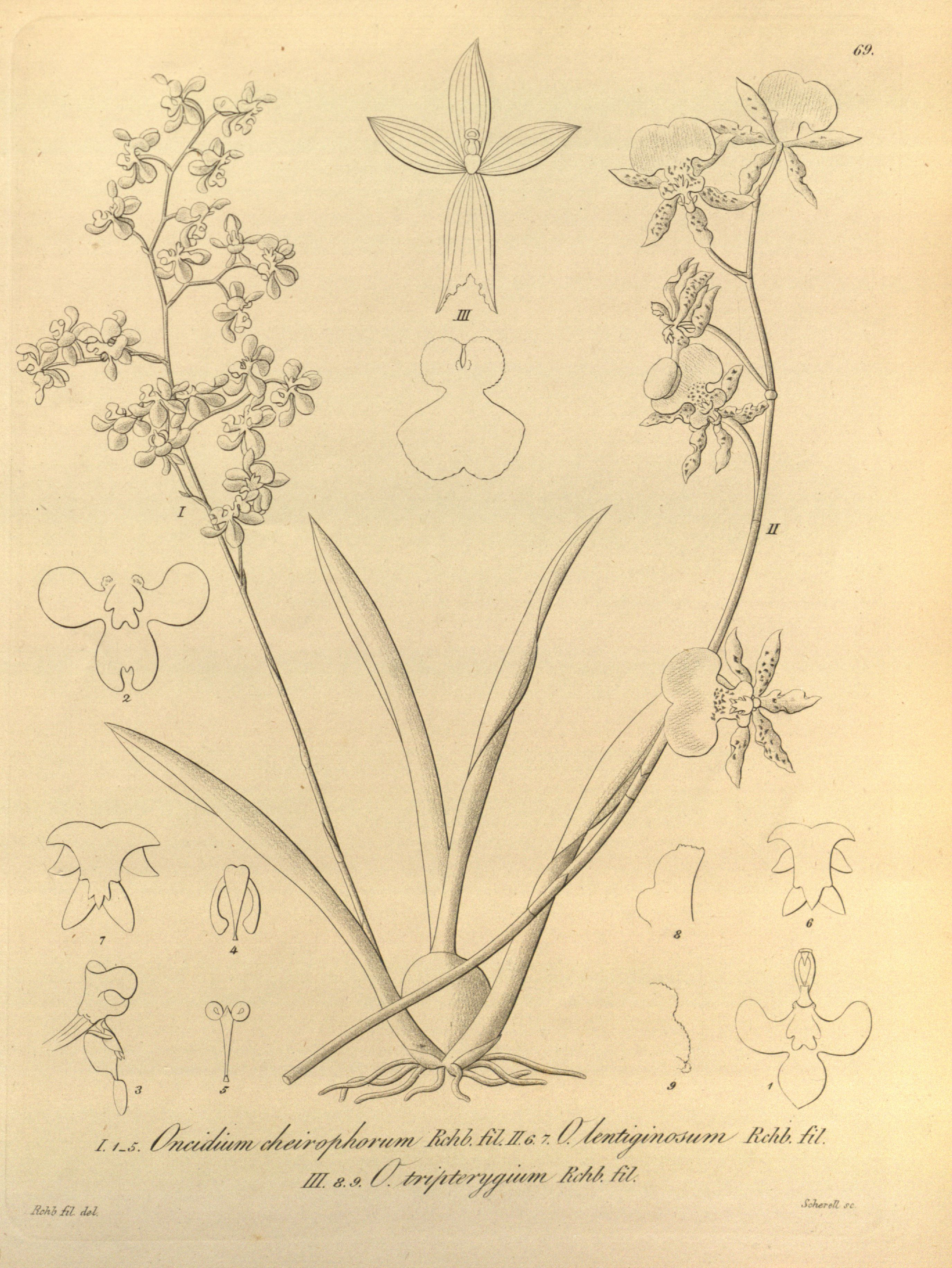
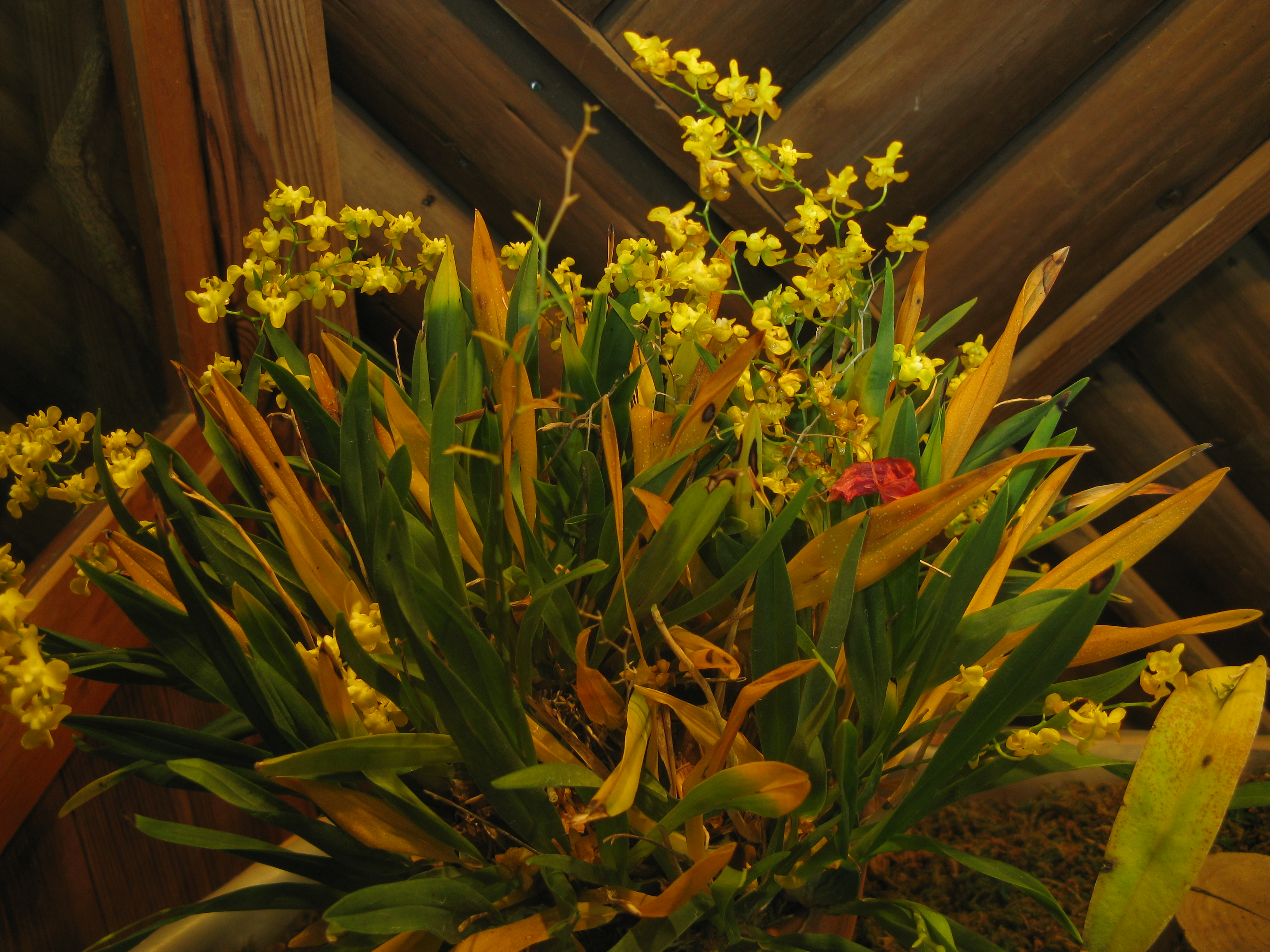